# Mariottesche Flasche

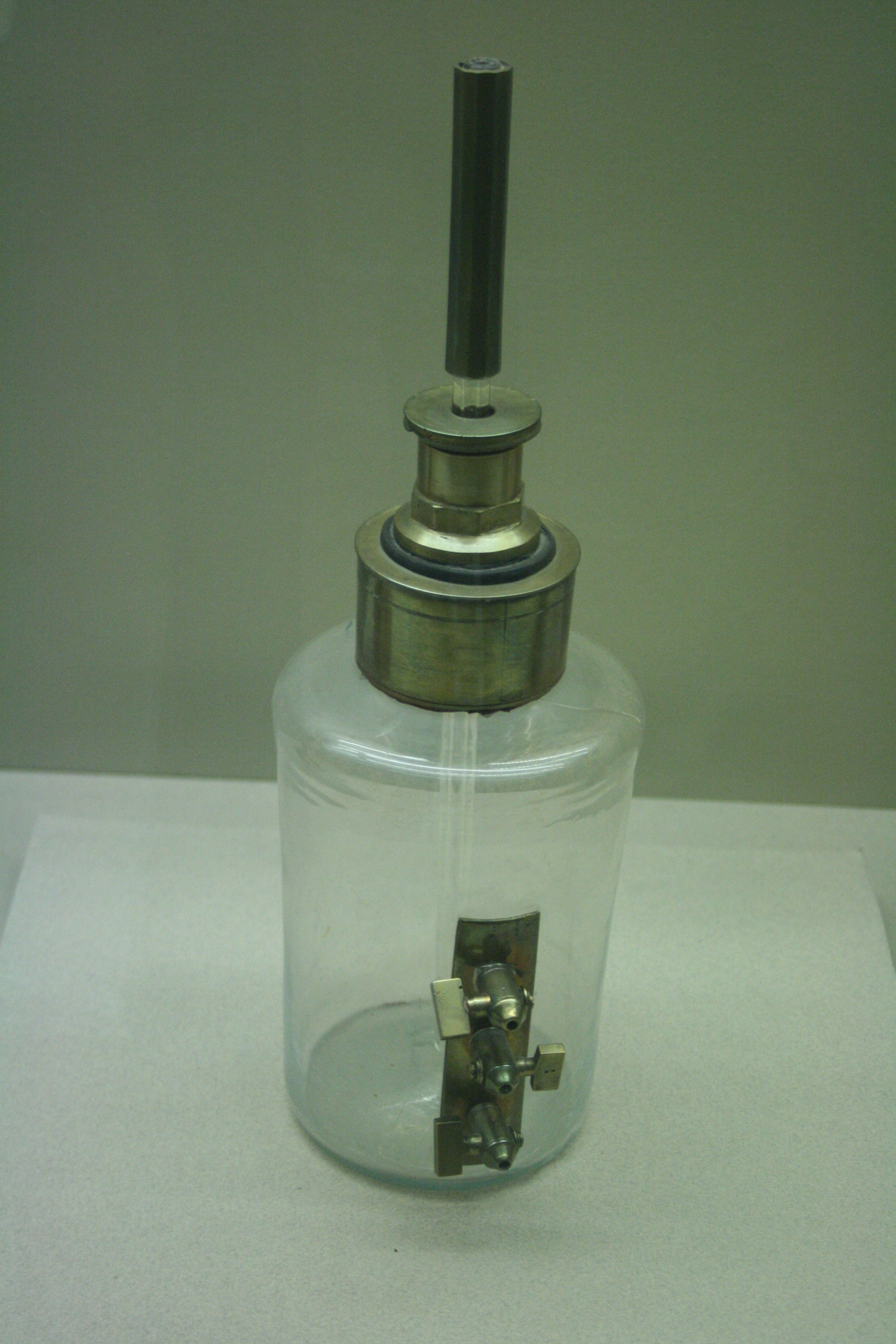
Mariottesche Flasche

Die Mariottesche Flasche (nach Edme Mariotte) dient zur Aufrechterhaltung eines gleichmäßigen Drucks und dadurch einer gleichmäßigen Fließgeschwindigkeit aus einer Flasche. Die Apparatur ist eine luftdicht verschlossene Flasche mit einer seitlichen Ausflussmündung, in die von oben eine an beiden Enden offene Glasröhre hineinragt.

## Funktionsprinzip

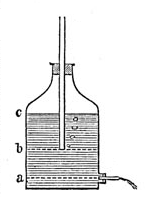
Querschnitt durch eine Mariottesche Flasche. Der (Luft)druck an der unteren Spitze des zentralen Röhrchens (b) entspricht dem Umgebungsdruck. Auf Höhe der Austrittsöffnung (a) wirkt daher nur der konstante Druck der Flüssigkeitssäule zwischen den Ebenen a und b

Fließt Flüssigkeit aus der Flasche, so wird in der Flasche das Volumen des Luftraumes oberhalb der Flüssigkeit vergrößert, sodass der Druck abfällt, bis der in die Glasröhre hereinwirkende äußere Luftdruck den inneren samt dem Druck der vom unteren Ende der Röhre bis zum Wasserspiegel stehenden Wassersäule überwinden kann und Luftblasen aus dem unteren Röhrenende emporsteigen.
Dann herrscht im Niveau b des unteren Röhrenendes der äußere Luftdruck, solange der Wasserspiegel c nicht unter b sinkt; und der Ausfluss der Flüssigkeit erfolgt nur unter dem Druck der Wassersäule a b, welche von der Ausflussmündung bis zum Niveau des unteren Röhrenendes reicht. Man kann daher die Flüssigkeit mittels der Mariotteschen Flasche, obgleich der Wasserspiegel sinkt, unter gleich bleibendem Druck und daher mit gleich bleibender Geschwindigkeit ausfließen lassen. Je tiefer man die Röhre hineinschiebt, desto langsamer wird der Ausfluss und hört ganz auf, wenn man das Röhrenende ins Niveau der Mündung stellt.
In der Chemie benutzt man dieses System, um einen Filter gleichmäßig gefüllt zu erhalten. Die Vorrichtung besteht aus einer großen zweihalsigen Flasche, deren eine Öffnung eine gerade und deren andere eine zweimal rechtwinklig gebogene, wie ein Heber wirkende Röhre aufnimmt. Beide Röhren reichen bis fast auf den Boden der Flasche, das freie Ende des Heberrohrs taucht in die Flüssigkeit auf dem Filter, und die Flasche steht in gleicher Höhe mit dem Rande des Filters im Trichter. Man verschiebt nun die gerade Röhre, bis Luftblasen durch die Röhre eintreten und daher Wasser aus dem Heber abfließt, sobald die Flüssigkeit im Trichter sinkt.